# Deltochilum aureopilosum
Deltochilum aureopilosum är en skalbaggsart som beskrevs av Renaud Maurice Adrien Paulian 1939. Deltochilum aureopilosum ingår i släktet Deltochilum och familjen bladhorningar. Inga underarter finns listade i Catalogue of Life.